# Frontul din Macedonia (Primul Război Mondial)
Frontul din Macedonia (sau Frontul din Salonic) a fost format în urma unei încercări a Aliaților de a ajuta Serbia, în toamna anului 1915 împotriva atacului combinat între Germania, Austro-Ungaria și Bulgaria. Promptitudinea a venit însă prea târziu și în forțe insuficiente care să prevină căderea Serbiei, și a fost și mai complexată datorită crizelor politice din Grecia („Schisma Națională”). În cele din urmă a fost înființat un front ferm care se întindea de la coasta Adriatică albaneză până la râul Struma coordonat de forțe aliate multinaționale împotriva Puterilor Centrale. Frontul din Macedonia a rămas ferm în mare parte, în ciuda acțiunilor locale, până când a fost lansată marea ofensivă a Aliaților din septembrie 1918, care s-a încheiat cu capitularea Bulgariei și eliberarea Serbiei.

## Preludiu
Austro-Ungaria a atacat Serbia în august 1914, dar a reușit să înfrângă rezistența sârbilor. Odată ce Imperiul Otoman s-a alăturat Puterilor Centrale în război, factorul decisiv a fost poziția Bulgariei. Bulgaria a ocupat poziție strategică importantă pe flancul sârb, iar intervenția acesteia pe oricare parte va schimba schimba decisiv echilibrul balanței. Cu toate aceste, Bulgaria și Serbia s-au luptat în două războaie din ultimii 30 de ani, primul în 1885 (Războiul Sârbo-Bulgar) iar al doilea în 1913 (Al Doilea Război Balcanic). Sfârșitul ultimului război a fost umilitor pentru Bulgaria și era răspândit un sentiment în guvernul Bulgariei și printre cetățenii acesteia, că Serbia a furat teren care aparținea de drept Bulgariei.
În timp ce Aliații puteau oferii numai mici concesii teritoriale din Serbia (care era încă neutră) și Grecia, promisiunile Puterilor Centrale erau mult mai tentante, care cedau Bulgariei o mare parte din teritoriul solicitat. Când Aliații au fost învinși în Campania Gallipoli și înfrângerea rușilor în Ofensiva Gorlice–Tarnów, demonstrând tăria Forțelor Centrale, regele Ferdinand I a semnat un tratat cu Germania, iar pe 21 septembrie 1915 Bulgaria începuse să-și mobilizeze armata.

## Intervenția Bulgariei și căderea Serbiei
În perioada anului trecut, sârbii au încercat fără succes să-și îmbunătățească condițiile de aprovizionare. Armata sârbă avea un total de 420.597 de oameni la începutul războiului (Campania din Serbia (Primul Război Mondial)) și a fost considerată iscusită după victoriile acesteia în primul (1912) și al doilea război balcanic care s-a încheiat cu un an înainte. Timp de un an, aliații (Marea Britanie și Franța) au promis în mod repetat că vor trimite forțe militare serioase în Serbia, dar nu a fost îndeplinit. Dar odată cu mobilizarea Bulgariei la sud, situația în Serbia a devenit critică. Progresul războiului i-a determinat pe britanici și pe francezi să trimită o mică expediție formată din două divizii pentru a ajuta Serbia, dar până acestea au ajuns prea târziu în portul Greciei de la Salonic pentru avea un impact asupra operațiunilor.
Motivul principal pentru întârziere a fost lipsa de forțe disponibile din partea aliaților din cauza situației critice pe frontul de vest, în timp ce insistența guvernului grec pentru neutralitate a fost folosit ca o scuză, deși coasta albaneză a fost, de asemenea, disponibilă pentru o desfășurare rapidă de întăriri și furnizare de echipamente în ultimele 14 luni. După cum a sfătuit generalul Putnik, coasta albaneză a fost acoperită suficient de armata Muntenegrului în zona de nord - fiind la distanță sigură de orice direcție de înaintare bulgarilor în zona de sud - în cazul unei intervenției a bulgarilor. Al doilea motiv cauzând întârzierea au fost negocierile secrete cu bulgarii în speranța ca vor intra în tabăra aliaților, fără să mai fie necesară intervenția aliaților.

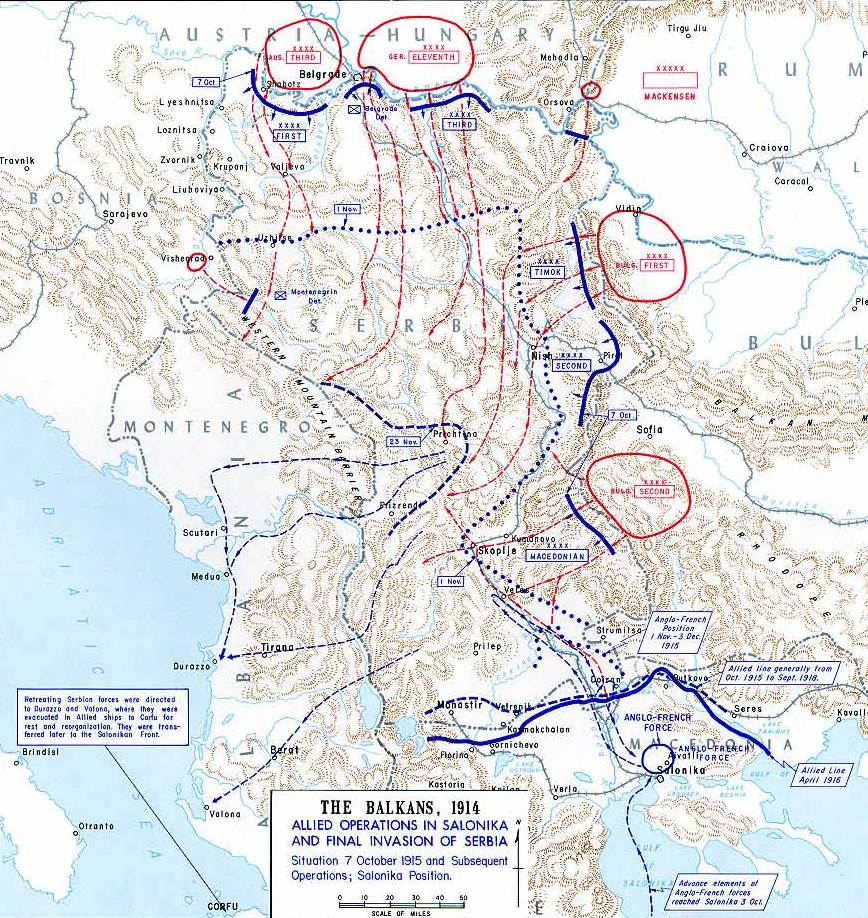
Cucerirea Serbiei, 1915

În orice caz, lipsa de ajutor din partea aliaților, a pecetluit soarta Serbiei. Împotriva Serbiei au fost adunate armata Bulgariei, o armată a Germaniei și o armată a Imperiului Austro-Ungar, toate aflate sub comanda mareșalului August von Mackensen, formate din peste 800.000 de oameni. Germanii și austro-ungarii au lansat atacul pe 7 octombrie cu un baraj masiv de artilerie, urmat de atacuri de peste râuri. Apoi, pe 11, armata bulgară atacat din două direcții, una din partea de nord a Bulgariei către orașul Niș, cealaltă către Skopje (vezi harta). Armata bulgară a penetrat rapid prin forțele sârbe mai slabe din Vardar, care au încercat să-i blocheze înaintarea. Odată cu pătrunderea bulgarilor, situația sârbilor devenise critică; fie armata lor principală din nord ar fi fost înconjurată și obligată să se predea, sau ar fi încercat să se retragă.
Mareșalul Putnik a ordonat o retragere completă către sud și est prin Muntenegru și în Albania. Vremea era cumplită, infrastructura proastă iar armata a fost nevoită să ajute civilii care au decis să li se alăture. Doar 125.000 de soldați sârbi au ajuns la coasta Mării Adriatice și au îmbarcat pe navele de transport italiene care au transportat armata pe diferite insule grecești (mulți au fost duși pe Corfu) înainte de a fi trimiși la Salonic. Mareșalul Putnik a fost cărat pe tot parcursul retragerii și a murit puțin mai mult după un an într-un spital din Franța.

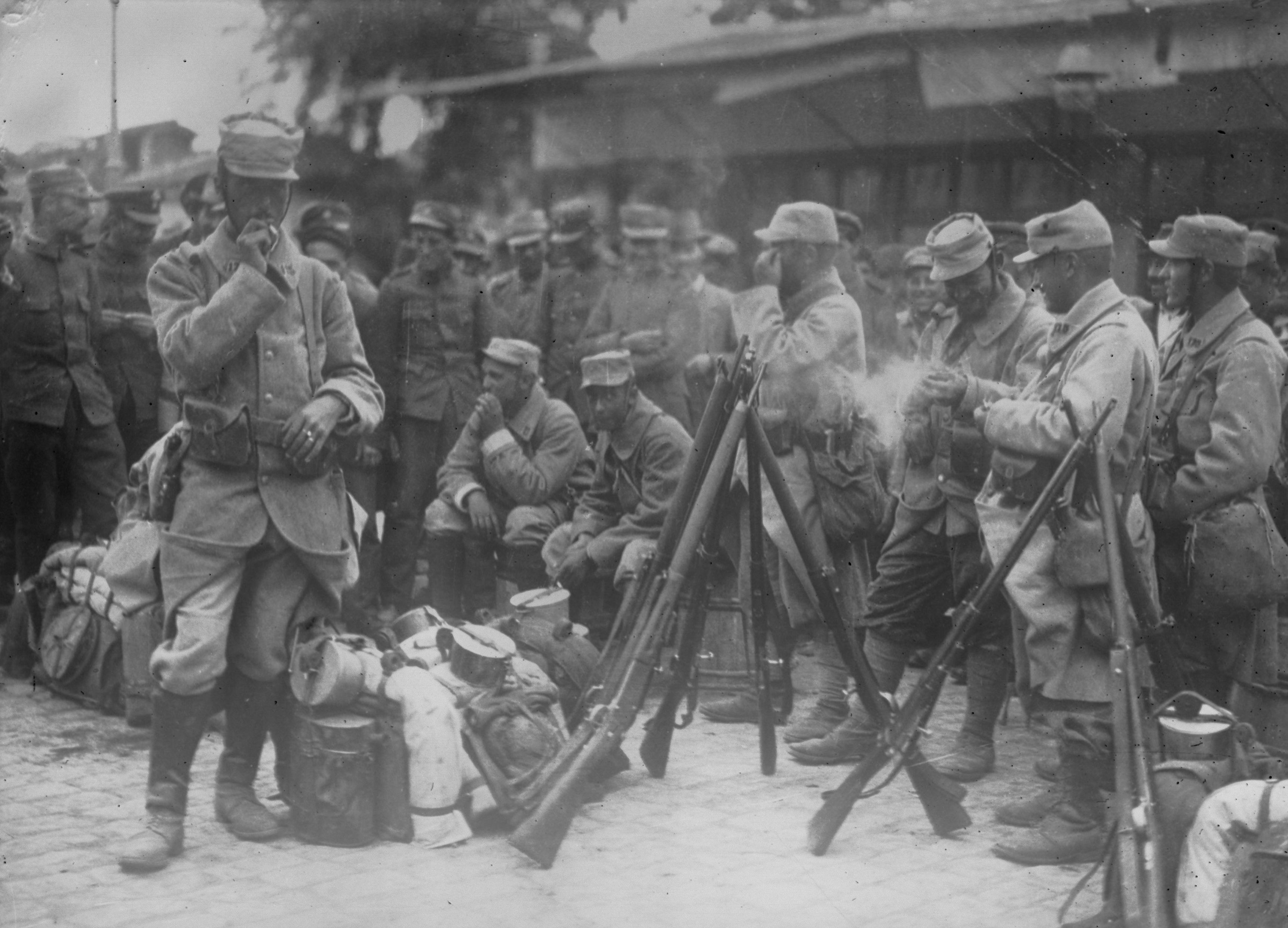
Soldați francezi poposind în Salonic. 1915

Divizii franceze și britanice au mărșăluit spre nord de la Salonic, la sfârșitul lunii noiembrie, sub comanda generalului francez Maurice Sarrail. Cu toate acestea, diviziile britanice au fost sub comanda Biroului de Război din Londra, să nu treacă granița greacă. Astfel, divizii franceze au înaintat pe cont propriu pe râul Vardar. Această înaintare a fost un ajutor limitat pentru retragere armatei sârbe în timp ce armata bulgară a trebuit să-i extindă mai multe forțe pe flancul lor din sud pentru a face față amenințării. Până la mijlocul lunii decembrie, generalul Sarrail a concluzionat că retragerea a fost necesară în fața unor atacuri primejdioase ale bulgarilor. La fel ca și în cazul britanicilor, germanii au ordonat bulgarilor să nu treacă granița, altfel risca intrarea Greciei în război împotriva invaziei Bulgariei în Macedonia. La rândul lor, aliații, au profitat de această ocazie, întărind și consolidându-și pozițiile în spatele granițelor.

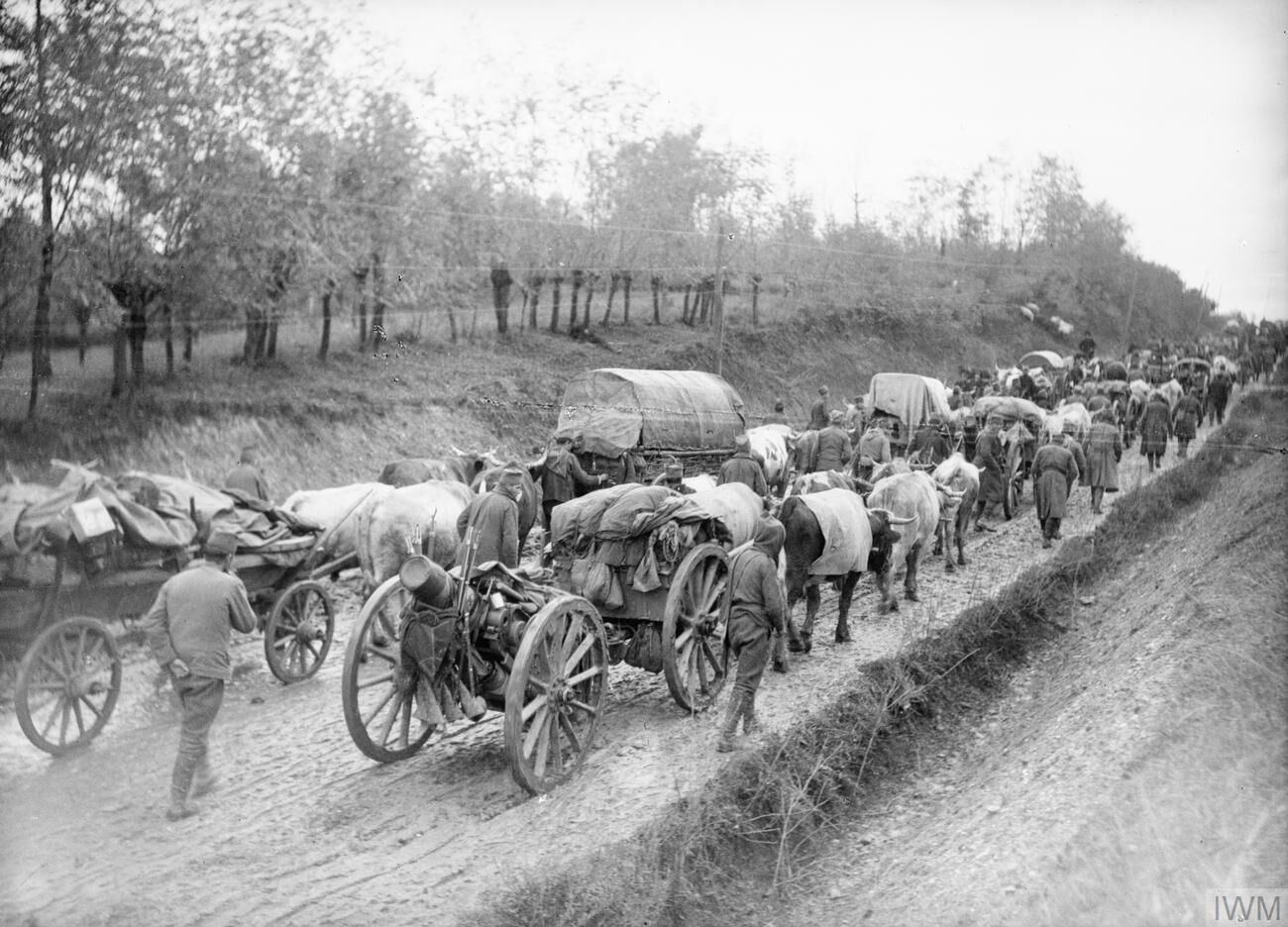
Retragerea armatei sârbe în Albania

Aceasta a fost desigur o victorie incompletă a Puterilor Centrale. Drept consecință, calea ferată de la Berlin către Constantinopol a fost deschisă iar Germania a fost în stare să-și sprijine aliatul nevolnic, Imperiul Otoman. O greșeală a victoriei a fost că Aliații au reușit să salveze o parte din armata sârbă, care, deși era deteriorată, cu mult diminuată și aproape neînarmată, a scapăt de o distrugere completă iar după ce a fost reorganizată a fost în stare să reia operațiunile șase luni mai târziu. Dar evenimentul cel mai devastator pentru Puterile Centrale a fost că Aliații - folosind scuza morală de a salva Armata Sârbă - a reușit să înlocuiască imposibilul front din Serbia cu unul ferm în Macedonia (cu toate că au încălcat teritoriul unei țării oficial neutre); un front care se va dovedi cheia către victoria lor finală după trei ani.

## 1915 - Crearea Frontului din Macedonia
Armata Austro-Ungară a atacat Muntenegru, aliatul Serbiei. Armata măruntă a Muntenegrului a oferit o rezistență substanțială în Bătălia de la Mojkovac care a ajutat la retragerea armatei sârbe, dar ulterior sorțile de izbândă vor fi foarte mici și nevoită să se predea pe 25 ianuarie. Armata austro-ungară a continuat să înainteze în sud către coasta Adriatică atacând în Albania sub conducerea italiană. Până la sfârșitul iernii, mărunta armată italiană, a fost nevoită să părăsească aproape întreaga țară.
În aceste circumstanțe, cu războiul din Balcani aproape pierdut, Statul Major General Britanic dorea să-și retragă toate trupele din Grecia, dar guvernul francez s-a opus cu vehemență. Armatele aliate și-au fortificat pozițiile, devenind o tabără bine fortificată, primind porecla de „Gardienii Salonicului”. Armata sârbă (aflată sub comanda Generalului Petar Bojović după ce s-a odihnit și reorganizat pe insula Corfu, a fost trimisă de francezi pe frontul din Macedonia.
Între timp, situația politică în Grecia era amestecată. Oficial, Grecia era neutră, dar regele Constantin I era pro-german, pe când prim-ministrul Eleftherios Venizelos era pro-britanic. La început, Grecia a sprijinit acțiunile militare franco-britanice prin salvarea armatei sârbe, dar după ce aliații au ocupat orașul Salonic politica s-a schimbat treptat. Odată cu demisionarea lui Venizelos, guvernul regal a stabilit să condamne oficial acțiunea aliaților, însă nu se putea opune armelor aliate superioare, ce au debarcat în Salonic. Germanii, erau atenți să nu treacă granița Greciei pentru ca aceasta să rămână neutră.
În mai 1916, Generalul Sarrail a cerut dezarmarea armatei grecești. Deși guvernul grec i-a îndeplinit cererea, acest fapt i-a atras și mai mult de tabără Puterilor Centrale.
Fiind asigurat că România se alătura de partea aliaților, generalul Sarrail a început pregătirile unui atac asupra armatei Bulgariei. Germanii, cu o inteligență excelentă din partea suporterilor greci, au conceput un plan pentru un „atac devastator”. Ofensiva germană a fost lansată pe 17 august, la doar trei zile înainte ca ofensiva franceză să fie pregătită de luptă. În realitate, aceasta a fost o ofensivă a bulgarilor, în timp ce armata austro-ungară a fost în Albania și doar o singură divizie germană a fost la granița Greciei. Atacul a fost un succes datorită surprinderii, dar forțele aliate au ținut o linie defensivă după două săptămâni. Odată oprită ofensiva bulgarilor, aliații au lansat un contraatac începând cu 12 septembrie. Terenul a fost accidentat, iar bulgarii erau în defensivă, dar forțele aliate au obținut treptat câștiguri. Înaintările încete au continuat pe tot parcursul lunii octombrie și în noiembrie, deși vremea era foarte rece iar zăpada se așternuse pe dealuri. Germanii au mai trimis încă două divizii care să sprijine armata bulgară, dar din 19 noiembrie, armatele franceză și sârbă au capturat Kaymakchalan, cel mai înalt vârf al muntelui Nidže, obligând Puterile Centrale să cedeze Antantei orașul Bitola.
Pierderile în această campanie a fost de cel puțin 50.000 în tabăra aliaților și mai mult de 60.000 de bulgari și germani uciși sau prizonieri.